# Lex
Lex, markedsført som Lex – Danmarks Nationalleksikon, er en internetportal til danske opslagsværker, skabt af bl.a. Trap Danmark, Gyldendal og G.E.C. Gads Fond. Hjemmesiden lex.dk blev lanceret den 25. maj 2020. Foreningen lex.dk, der står bag portalen, blev stiftet den 29. april 2019 af Gyldendal, G.E.C. Gads Fond, Danske Universiteter og Det Danske Sprog- og Litteraturselskab.
Artiklerne på Lex er skrevet af forfattere, der overvejende har en videnskabelig baggrund fra det fagområde, de skriver om. Alle artikler har mindst én forfatter, som der kan henvises til. Artiklerne redigeres af fagansvarlige. Det er derudover muligt for almene mennesker at bidrage gennem kommentarer eller gennem ændringsforslag til teksten, forslag af nye artikler og bidrag med billeder, som derefter skal godkendes af den fagansvarlige og af redaktøren før de kan blive inkluderede. Redaktørernes rolle er at udpege fagansvarlige, og sammen med dem redigere og tilrettelægge artiklerne. De planlægger derudover den overordnede fremgangsmåde og er ansvarlige for publicering og tekniske henseender.

## Organisation
Foreningens hjemsted er Københavns Kommune, hvor bestyrelsen mødes mindst én gang i kvartalet. Foreningen opererer med tre typer medlemskab: A, B og C. Medlemmer i kategori A stiller hver med én repræsentant. Medlemmer i kategori B stiller vælger én repræsentant i bestyrelsen. Bestyrelsen træffer beslutning om optagelse af Foreningens medlemmer.
Bestyrelsesmedlemmerne for A-medlemmerne er: Morten Hesseldahl for Gyldendal, Joachim Malling for G.E.C. Gads Fond, Anders Bjarklev for Danske Universiteter og Christian Gorm Tortzen for Det Danske Sprog- og Litteraturselskab. Bestyrelsesformandsposten turnerer blandt de af A-medlemmerne udpegede bestyrelsesmedlemmer med 2-årige intervaller. Øvrige forlag kan optages som medlemmer af foreningen i medlemskategori B. Disse medlemmer kan på Foreningen Lex's årlige, ordinære generalforsamling udpege ét bestyrelsesmedlem, der er på posten i ét år. Universiteter, gymnasier, folkeskoler, biblioteker samt danske og udenlandske personer, virksomheder og institutioner kan blive optaget som medlemmer af foreningen inden for medlemskategori C.
Redaktionen på Den Store Danske samt sekretariatet for Foreningen lex.dk ledes af chefredaktør Niels Elers Koch, mens Erik Henz Kjeldsen varetager den daglige ledelse af redaktionen. I februar 2022 var der syv ansatte.
Danske Universiteter og Sektorforskningens Direktørkollegium (SEDIRK) indstiller medlemmer til "Det Videnskabelige Råd" i Foreningen Lex, hvorefter Foreningen lex.dk's bestyrelse udpeger medlemmerne. Rådet består af 8-12 medlemmer, der mødes mindst én gang om året for bistå i at finde fagansvarlige til Den Store Danske. Anja Cetti Andersen er formand for rådet.
Lex indgår i et samarbejde med Store norske leksikon, som driver den tekniske platform, mens Foreningen lex.dk og Trap Danmark betaler for drift og videreudvikling. Foreningen arbejder derudover med Ritzau og Scanpix, der udbyder billeder.
Lex har fået støtteerklæringer fra Danmarks Biblioteksforening, Danske Gymnasier, Danske Medier, Det Unge Akademi og Gymnasieskolernes Lærerforening.

## Formål
Foreningen lex.dk har følgende erklærede formål i sine vedtægter:
| “                   | Foreningens formål er at etablere og drive en frit tilgængelig dansksproget digital platform for autoritativ viden til brug for folkeoplysning overfor det danske samfund, herunder folkeskoler, gymnasier, universiteter, læreanstalter m.m. og bibliotekerne. | ” |
| — Foreningen lex.dk | |   |

Foreningen argumenterer, at mens Wikipedia fungerer godt på en stor skala, hvor mængden af brugere, der ser på indholdet, sikrer kvaliteten i mangel på professionelle skribenter, så fungerer det ikke i samme grad på dansk, især ikke om niche-emner. Lex skal så garantere kvaliteten ved at have professionele skribenter som er ansvarlige for indholdet. Hvad foreningen også gerne vil undgå er situationen i andre lande, hvor nationalæncyklopædier ikke længere bliver opdaterede eller er bag betalingsmure.

## Finansiering
Lex er finansieret af statslig støtte via Finansloven og desuden af bevillinger fra en række fonde. Foreningen blev således støttet af en bevilling på Finansloven på i alt 23 mio. kr. gældende i perioden 2019 til 2022, og med finansloven for finansåret 2022 blev der bevilget 13 mio. kr. i 2022 samt 10 mio. kr. årligt i årene 2023 til 2025. I 2023 havde Lex et budget på ca. 23 mio. kr.

## Opslagsværker
Portalen inkluderer blandt andet opslagsværkerne Den Store Danske, Trap Danmark og Dansk Biografisk Leksikon samt ordforklaringer fra Den Danske Ordbog. Redaktionen bag Lex har til opgave at opdatere Den Store Danske, der lå uændret fra 2017 indtil foreningens virke.
Derudover indeholder portalen følgende værker, tidligere udgivet som bøger:
- Danmarks Oldtid i fire bind (2001-2004) af Jørgen Jensen[17]
- Gyldendals leksikon om Nordisk Mytologi (2. udgave 2009) af Finn Stefánsson[18]
- Symbolleksikon (2009) af Finn Stefánsson[19]
- Danmarkshistorien i 17 bind (2. udgave 2002-2005) med Olaf Olsen som hovedredaktør[20]
- Dansk litteraturs historie (2002-2005) i fem bind med Klaus P. Mortensen og May Schack som hovedredaktører[21]
- Gyldendals Teaterleksikon (2007) redigeret af Alette Scavenius[22]
- Historien om børnelitteratur – dansk børnelitteratur gennem 400 år (2006) af Torben Weinreich[23]
- Dansk Pattedyratlas (2007) redigeret af Hans J. Baagøe og Thomas Secher Jensen[24]
- Naturen i Danmark i fem bind (2006-2013) med hovedredaktørerne Tom Fenchel, Gunnar Larsen, Peter Vestergaard, Peter Friis Møller og Kaj Sand-Jensen[25]
- Dansk Kvindebiografisk Leksikon[26]